# Colomys goslingi
Genre
Espèce
Statut de conservation UICN

 LC  : Préoccupation mineure
Colomys goslingi est une espèce de rongeurs de la famille des Muridés, et seule représentante du genre Colomys. Ces animaux sont nommés par les anglophones African water rat (Rat aquatique africain).